# 윙 앤 프레어
《죽음의 전투기》(Wing And A Prayer)는 미국에서 제작된 헨리 헤서웨이 감독의 1944년 영화이다. 돈 어미치 등이 주연으로 출연하였고 월터 머라스코우 등이 제작에 참여하였다. 아카데미 각본상 후보에 올랐다. 제목은 1943년 1위를 했던 인기 가요 Comin' In on a Wing and a Prayer에서 따왔다.

## 출연

### 주연
- 돈 어미치
- 데이너 앤드루스

### 조연
- 윌리엄 아이스
- 찰스 빅포드
- 세드릭 하드윅
- 리처드 제이컬

## 기타
- 미술: 라일 R. 윌러